# Pablo Aldrett Cuéllar
Pablo Aldrett Cuéllar (Matehuala, San Luis Potosí, 1903-1987) fue un político mexicano, miembro del Partido Revolucionario Institucional (PRI). Fue diputado federal y senador, además de presidente municipal de Matehuala.

## Biografía
Hijo de padres campesinos, solo tuvo educación básica y no cursó ninguna carrera profesional. Miembro fundador del Partido Nacional Revolucionario (PNR) y sus sucesores, el Partido de la Revolución Mexicana (PRM) y el PRI. Participó en la campaña electoral de Lázaro Cárdenas del Río en 1934 y fue miembro de la Liga de Comunidades Agrarias y Sindicatos Campesinos de San Luis Potosí, sección de la Confederación Nacional Campesina (CNC) en el estado, y de la que llegaría a ser en dos ocasiones secretario general, además de secretario del Interior del comité nacional de la CNC.
Fue regidor del ayuntamiento de Matehuala en 1930 y presidente municipal de 1932 a 1934. En 1939 fue elegido diputado a la XXXVI Legislatura del Congreso del Estado de San Luis Potosí que concluyó en 1941 y en 1943 fue elegido diputado federal por primera ocasión, representando al Distrito 2 de San Luis Potosí en la XXXIX Legislatura que concluyó en 1946. De 1948 a 1951 volvió al Congreso Potosino como diputado en la XXXIX Legislatura y en 1952 por segunda ocasión fue elegido diputado federal, nuevamente por el Distrito 2 de San Luis Potosí pero esta vez a la XLII Legislatura que concluyó en 1955.
En 1958 fue postulado y elegido Senador por San Luis Potosí en segunda fórmula, para el periodo de dicho año de 1964 y que correspondió a las Legislaturas XLIV y XLV. En este periodo fue integrante de las comisiones de Administración; de Colonización; del Departamento de Asuntos Agrarias; de la 1era del Ejido; y, de la 2da. Escrutadora. Al terminar su periodo, fue presidente de la Junta Federal de Mejoras Materiales de Reynosa, Tamaulipas.